# エナジーエアフォース
『エナジーエアフォース』（ENERGY AIRFORCE）は、タイトーがPlayStation 2用ソフト及びに携帯電話用アプリとして発売したフライトシューティングゲーム。その続編であるOver Gもこの項目で解説する。

## 概要
プレイヤーはまず、F-16に搭乗するためにライセンス（免許）の取得をおこなう。
このライセンス取得は一種のチュートリアルになっており、タキシングから離陸まで・旋回の仕方・着陸方法・対空兵装の使い方・対地兵装の使い方など、本作の特徴的な操作を身に付けられる。
ライセンス取得後は空軍の一兵士として、テロやクーデターの鎮圧にあたる。
ゲームが進行すると新しい機体が使用可能になり、中にはステルス機能や垂直離着陸機能などの特別な機能を持つ機体がある。それらの新機体を操縦するにもまずライセンス取得が必要となっており、新兵装や新機能の使用方法もそこで説明される。
ゲームの進行に応じて、プレイヤーへの特典として協力メーカーから提供された実機の動画が閲覧できるようになる。

## 特徴
ロッキード・マーティンやボーイングの協力を取り付けており、戦闘機のリアルさを追及している。さまざまな専門機関から情報を集めることにより、戦闘機やコックピットの内装の他、挙動などの飛行機の現象まで、可能な限り現実に近い形で再現を行っているというのがセールスポイントである。
ゲーム中の視点は、やや後方からの第三者視点とコクピット視点の2種類から選択できる。レーダー情報、装備の残弾数、燃料残量といった計器情報は第三者視点では表示されず、有利に戦いを進めるにはコクピット視点が推奨される。
コクピット視点では風防の支柱などで視界が妨げられるが、実機同様のレイアウトでHUDや計器の値が表示される。新鋭機に搭乗した際は（実機どおり）広い視界が提供されるが、右スティックで視点を操作して下を向かなければ機器を見ることが出来ないなど、デメリットもある。
一部の機体は、ステルスモードや垂直離陸など特殊機能を使用できる。
兵装搭載用のハードポイントがあり、ハードポイントによって搭載可能な兵装が異なる。これらに武装や追加燃料タンクを搭載できる条件や搭載数は実機と同じである。また、武装ごとに重量が定められており機体の挙動に影響する。例えば、大重量の対艦ミサイルや大型爆弾を搭載すると機動性が低下し、最大数搭載すると離陸すらままならなくなったり、片方の翼にだけ搭載した兵器を使い尽くすと常に機体が傾くようになるし、ステルス機であれば機体内格納庫以外のハードポイントに燃料タンクやミサイルを取り付けるとステルス性が失われる。
ゲームの進行により新しい機種を使用可能になるが、実戦で使用するには先ずその機種のライセンス(免許)取得を行う必要がある。機種ごとにライセンスが必要なのは実際の航空機と同様である。このライセンス取得は新機能のチュートリアルという面もある。
訓練飛行の前や出撃前には、格納庫前からタキシングをして滑走滑走路から離陸、ランディングギアを格納し高度を確保するまでの一連の離陸プロセスが必要になる。また、弾薬補給や作戦終了時には着陸の操作を行わなくてはならない。着陸が荒いと、ランディングギアが折れて機体がクラッシュし、作戦失敗となる。
敵の対空ミサイル攻撃を受けた場合、実際の空戦がそうであるように回避は非常に困難である。チャフ・フレアの散布機能を使い、敵弾が自機に命中する直前に欺瞞することで回避できる可能性が生まれる。自機をロックオンしているミサイルが赤外線誘導かレーダー誘導かの違いで警告音が変わり、それによってフレア(高熱を発する)かチャフ(レーダー波を乱反射させる)のうち適したものが自動的に選択される。赤外線誘導ミサイルに対してはエンジン出力を下げると被補足率が下がる。また、ドラッグ機動(ミサイルと同じ方向に飛ぶ)を用いてミサイルの燃料切れを狙うのも有効である。
このように家庭用ゲームとしてはかなり現実的な調整をなされたゲームであり、シューティングゲームの中でもフライトシミュレーションの要素が強い作品である。ただしPC向けに発売された『Falcon4.0』などのコンバットフライトシミュレーションと比べると、機体や武装の再現性は高くない。また、家庭用ゲーム機向けである性質上、ユーザーMODなどを使用できないため拡張性に乏しくなっている。
なお、初代ではミッション途中で着陸し、武装･燃料の補給が可能である。AimStrikeではこの要素は削除されているが、OverGで復活した。

## 登場機体
F-16 Fighting Falcon
プレイヤーに最初に与えられる機体。挙動が軽く、武装の選択次第でどんな任務にも対応できる汎用機。
F-16UD Fighting Falcon
F-16に近代化改修（アップデート）を施した機体。JHMCSによる情報処理能力と、新型ミサイルAIM-9Xにより、格闘戦能力が向上。
A-10 Thunderbolt II
対地攻撃用に設計された近接支援機。圧倒的な兵器搭載量と低速域での安定性により、対地攻撃ミッションで威力を発揮する。アフターバーナーが無いので、長距離の移動に苦労することも。採用が古いことと信頼性を高めるために高度な電子機器の搭載が見送られたため、コクピット視点の計器にデジタル表示がほぼ無いことも特徴。「Over G」では前線航空管制仕様のOA-10も登場する。
F-15 Eagle
加速力と敏捷性に優れる制空戦闘機。大面積の主翼は、搭載兵器の重量が大きくとも高い機動性を保障する。空戦では敵無しだが、対地攻撃用の兵装はほぼ無い。「Over G」ではロックオン距離を伸ばす「スーパーサーチ」が特殊機能として使用可能になったほか、対地攻撃用兵装が搭載でき爆弾連続投下機能が付いた密着型増槽搭載のE型と航空自衛隊仕様のJ型が登場する。
F/A-22／F-22 Raptor
最新鋭の制空戦闘機。SDB(小直径爆弾)を搭載すれば地上攻撃にも対応できる。特殊機能として、ステルスモードがある。ステルスモード中は敵からレーダー捕捉されないが、捕捉を避けるため自らもレーダーを使用しないのでロックオンが出来なくなる。また、アフターバーナーを使用したり攻撃準備のため武装格納扉を開けるとステルス性は失われる。主翼の下に追加燃料タンクやミサイルを搭載した場合、ステルスモードは使用できない。
F/A-18 Super Hornet
Fighterの「F」とAttackerの「A」を名前に冠した艦載機。その名の通り、対空対地を問わずどんな任務にも使える高性能な多用途機。特に対艦攻撃と最高速度に優れる。E/F型は改良型であり、性能はA～D型と一線を画す。「aimStrike!」登場機は単座のE型。「Over G」では複座型のF型（ダイアモンドバックス塗装）、旧型のC型Hornetとブルーエンジェルス塗装のA型が登場する。
X-35 Joint Strike Fighter
当時開発中であったF-35の試作機（型番のXは試作機を表す）搭載できる武装の種類が多く機動力にも秀でる。着艦フックを備え空母での運用が可能である。タッチパネル式の計器が再現された、コックピット視点の計器表示が特徴的。登場機体の中で唯一、機銃が装備されていないので至近距離の戦闘は不利となっている。
F-35 Joint Strike Fighter
強力無比な最新鋭戦闘機。X-35と異なり機銃が装備されているほか、F-22に使われたウェポンベイも使用可能になっている。また、特殊機能として、直角に曲がるエンジンとリフトファンによりVTOL（垂直離陸）が可能で、空母への着艦能力がある。滑走路から離陸する際もエンジンが斜め下を向き、STOL（短距離離陸）ができる。発売当時は「最後の有人戦闘機」として世界からの注目を受けていた。
F-14 Tomcat
強力なエンジンと速度に応じて可動する可変翼機構を備えた艦上戦闘機。長距離対空ミサイル「フェニックス」を搭載できる。「aimStrike!」までは味方機のみの使用だったが、「Over G」からようやく使用できるようになった。A型とB型が使用可能で、B型は爆弾を搭載できる。
F-117 Nighthawk
「Over G」より初登場。世界初のステルス攻撃機。ステルス性能を重点的に開発されたため運動性能と武装能力は犠牲にしており、A-10と同様にアフターバーナーが使用不可となっている。特殊機能として夜間作戦用の暗視装置が使用可能。
F-2 Close Support Fighter
F-16を元に航空自衛隊向けに日米共同で開発された支援戦闘機。F-16よりも大型化されたことで対艦ミサイル4発搭載が可能になる上、空戦能力も高い機体である。一作目では味方機のみの使用だったが、「Over G」から使用できるようになった。
F-1 Close Support Fighter
高等練習機を元に開発された支援戦闘機。一作目では味方機のみの使用だったが、「Over G」から使用できるようになり、特定の条件で解禁する難易度「HELL」モードでは、この機体のみでシナリオモードを進めることになる。
JAS-39 Gripen
「Over G」より初登場。あらゆる任務に特化させた無尾翼カナード翼が特徴の小型戦闘機。最新鋭対空ミサイル「ミーティア」が搭載可能となっている。作中ではA型とコックピットなどを改良したC型が使用可能。
MiG-29 Fulcrum
F-16などに対抗して開発された東側の高速戦闘機。運動性能は高いが、武装能力の乏しさと燃料の積載量に難がある。「aimStrike!」までは味方機または敵機のみでの登場だが、「Over G」から使用できるようになった。初期のA型に燃料積載量を増幅し近代化させたS型、ドイツ軍仕様に改修させたG型が登場する。
Su-27／Su-33 Flanker
MiG-29と同時期に開発された東側の大型戦闘機。特殊機能としてAOAリミットをカットし、一定の速度に達すると特殊機動「プガチョフ・コブラ」などが再現可能となっている。Su-33はカナードを追加した艦上戦闘機だが、本作では空母での離着陸は出来なくなっている。一作目では両機体とも敵機のみでの登場だが、「Over G」から使用できるようになった。

## シリーズ作品

### エナジーエアフォース
2002年9月26日発売
- 公式なジャンル表記はフライトシミュレーションシューティング

ストーリー
合衆国大統領の乗った航空機が未確認の航空機によって撃墜されるのと同時に、西側諸国に対して大規模軍事テロが発生、これに対し統合本部はエナジーエアフォースの出動を決定した。
概要
プレイヤーは作戦に従い、僚機とともに10の作戦に参加する。作戦の内容の中には、「日本上空」に次々と襲来するロシア製軍用機を迎撃せよと言うものもある。
登場機種
F-16、F-16UD、F-35、X-35、F/A-22

### エナジーエアフォース aimStrike!
2003年10月2日発売
- 公式なジャンル名は戦闘機シミュレーション

ストーリー
某国が過激派のクーデターにより占拠され軍事政権が誕生、政権は第三国の支援により軍事力を増し、隣国へ侵攻を開始、これを阻止するためにエナジーエアフォースが派遣された。
概要
プレイヤーは、ガーゴイル隊のリーダー「ガーゴイル1」となり、僚機を従えてさまざまな作戦に参加する。作戦の中には空陸共同作戦などもあり、独力で奮闘するのではなく友軍と協力し、あらかじめ設定された作戦に添って決められた働きをする事が求められる。今作では舞台は一貫して同じ砂漠地帯である。
登場機種
F-16、F-16UD、F-15C、A-10、F/A-18、X-35、F-35、F/A-22 など（一部ミッションクリアで使用可能となる隠し機体あり）。

### Over G[2]
2006年3月30日発売
- 公式なジャンル名は戦闘機シミュレーション
- プラットホーム Xbox 360

ストーリー
21世紀初頭、国連主導の「世界連邦国家」が設立されることとなったが、それを快く思わない世界各地の反対派武装勢力は、陸海空軍の総力を結集し電撃作戦で設立賛同国家への侵攻を開始。また、別働隊による、ニューヨーク国連本部への直接占拠に入った。これを阻止すべく特別遊撃部隊、エナジーエアフォース（EAF）が立ち向かう。しかし、戦いが続いていくうちに、敵勢力は次第に東側の兵器だけでなく、世界中の兵器も持ち込んでEAFに抵抗し始めるようになる。戦力が増強していく敵勢力の裏には軍産複合体の存在が潜んでいた。この強大な敵勢力を相手にエナジーエアフォースはこの戦いに終止符を打てるのだろうか。
概要
本作の戦場は砂漠地帯から世界全体に戻り、一作目と同様に東京エリアも存在している。シナリオモードでは3種類のミッションが存在し、世界各地のエリア内に点在する敵勢力や拠点をミッション毎で各個撃破する「ノーマルミッション」、後述のストラテジックミッションへの準備的な任務を行う「タクティカルミッション」、当エリアの敵本拠地を攻撃する「ストラテジックミッション」が存在する。本作からの使用機体に複座機が追加され、同時に前作までは米国製の機体しか使えないのに対し、本作から日本・欧州・ロシア製の機体も使用可能になった。また、敵勢力もロシア製の兵器だけじゃなく、欧米の兵器も使っている。新要素として僚機パイロットを変更する機能が追加され、それぞれのパイロットに任務や機体との相性が存在する。
登場機種
F-16C/UD、F-2A/B、F-15C/D/E/J/DJF-14A/B、A-10A、OA-10A、F/A-18A/C/E/F、F-22、Su-27、Su-33、MiG-29A/G/S、F-35B、X-35、JAS39グリペンA/C、F-1支援戦闘機
機体はシナリオのルートによって解禁されていく。また、一部機体には複数のカラーが存在しており、それらはアリーナモードで特定のボスを撃墜した後に追加されるBig Bossモードで1対1のドッグファイトを行い、ボスを撃墜して初めて使用可能になる。さらに一部カラーは階級が関わってくるがオフラインでも取得自体は不可能ではない。

### 対応周辺機器
- HORI製フライトスティック
- HORI製フライトスティック2（エナジーエアフォース aimStrike!は非対応）
- ソニー製「ヘッドマウントディスプレイ（PUD-J5A）」

## バグ問題
- 一作目ではF-16で背面飛行が出来ないという致命的な空力計算のミスが存在する。
- 二作目では特定のボタンを変更した際にバグが原因のハングアップが発生するが、まともな操作ができる組み合わせでは無いので、標準コントローラーでのプレイには問題は無い。HORIのフライトスティック2が非対応となっているのは、ボタン変更によるハングアップの回避が目的と思われる。
- 三作目では、いきなり敵機が背後に瞬間移動したり、特定の目標物を破壊するとフリーズするバグがある。